# Djamiyyat (Khojavend)
Djamiyyat (en arménien Ննգի) est un village d'Azerbaïdjan situé dans le raion de Khojavend. Elle compte 374 habitants en 2005.